# Півниці (Куявсько-Поморське воєводство)
Півниці (пол. Piwnice) — село в Польщі, у гміні Лисомиці Торунського повіту Куявсько-Поморського воєводства.
Населення — 305 осіб (2011).
У 1975-1998 роках село належало до Торунського воєводства.

## Демографія
Демографічна структура станом на 31 березня 2011 року:
|          | Загалом | Допрацездатний вік | Працездатний вік | Постпрацездатний вік |
| -------- | ------- | ------------------ | ---------------- | -------------------- |
| Чоловіки | 152     | 35                 | 108              | 9                    |
| Жінки    | 153     | 37                 | 88               | 28                   |
| Разом    | 305     | 72                 | 196              | 37                   |